# Szedermálna

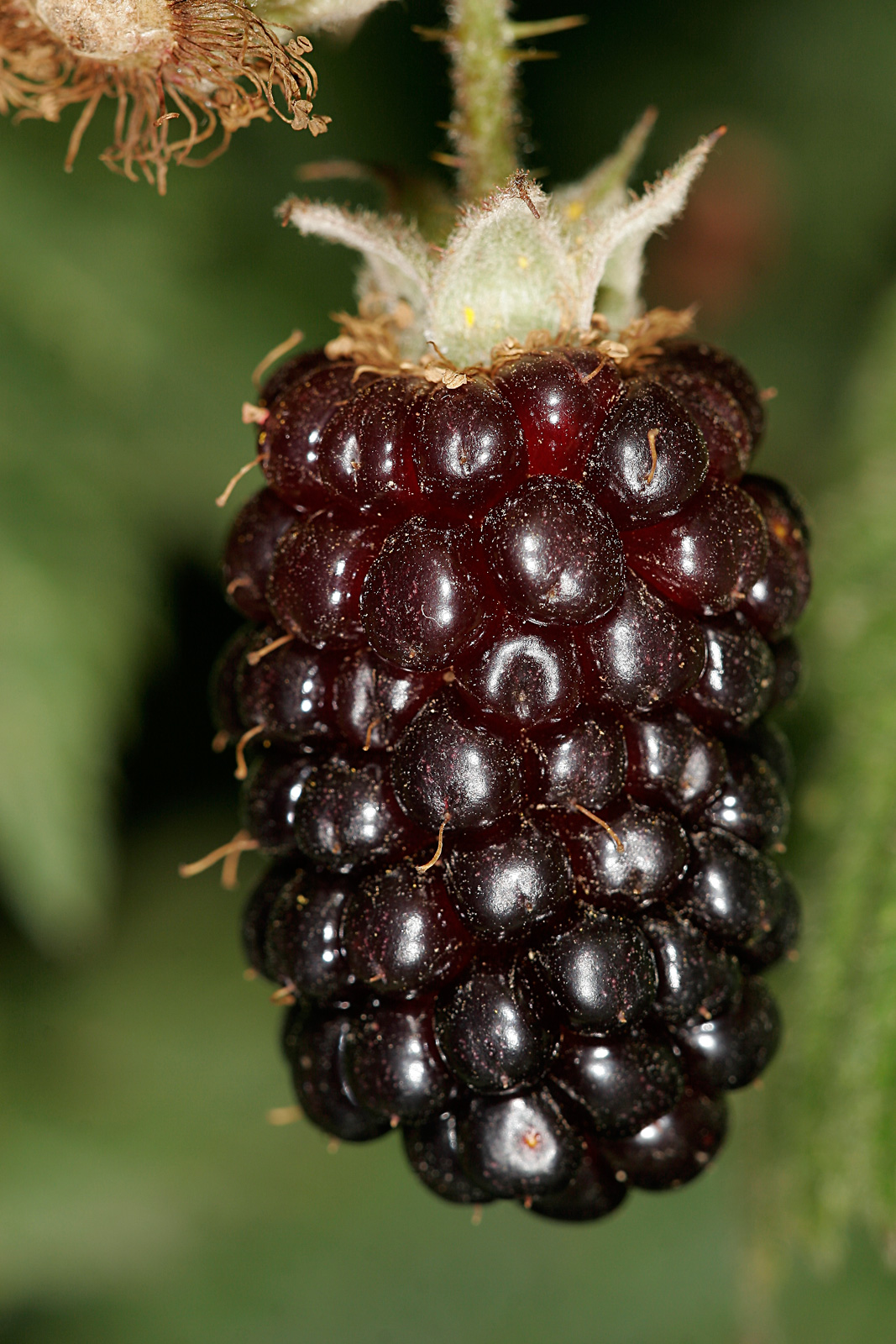
Egy érett szem

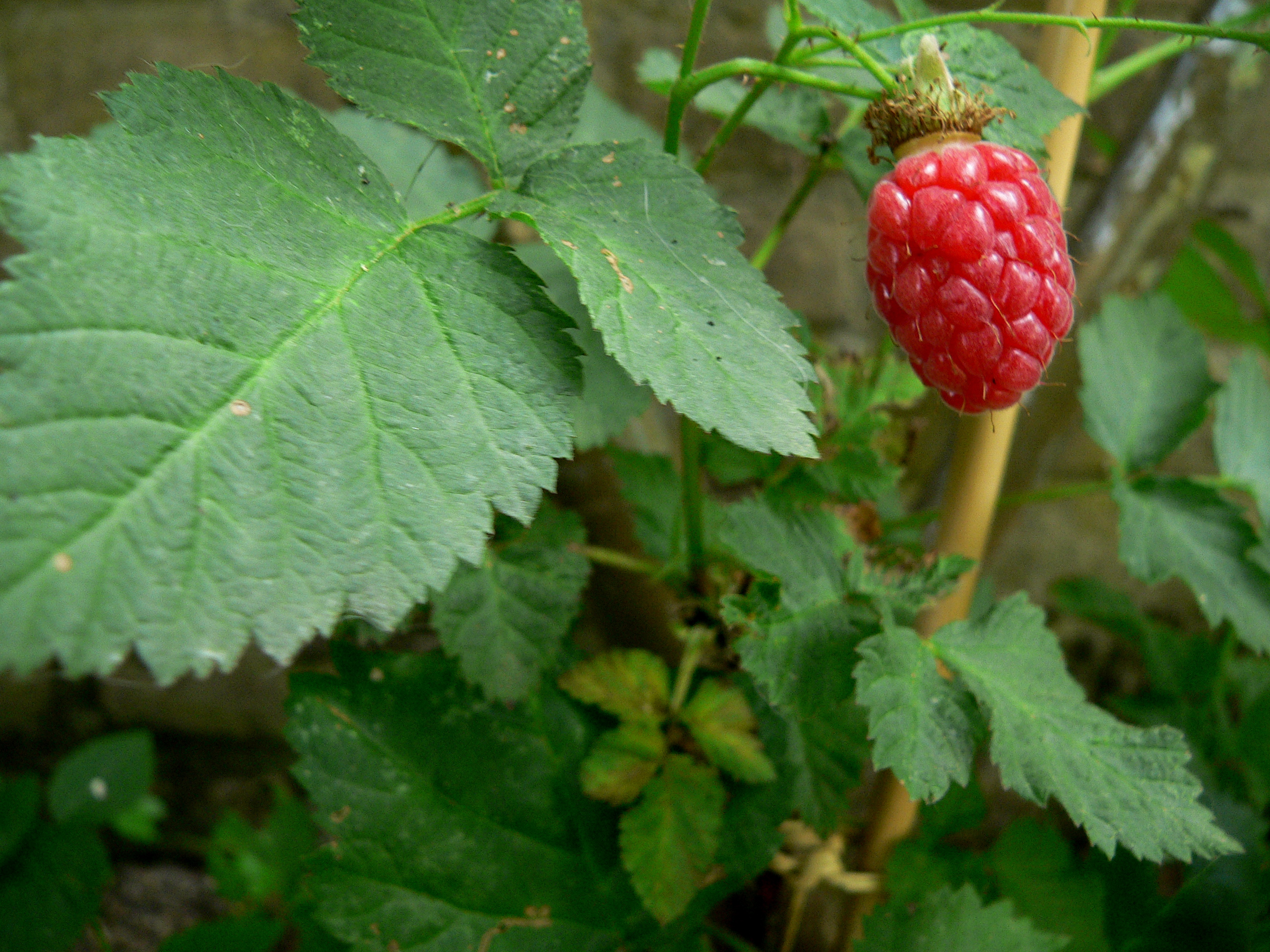
"Tayberry" szedermálna

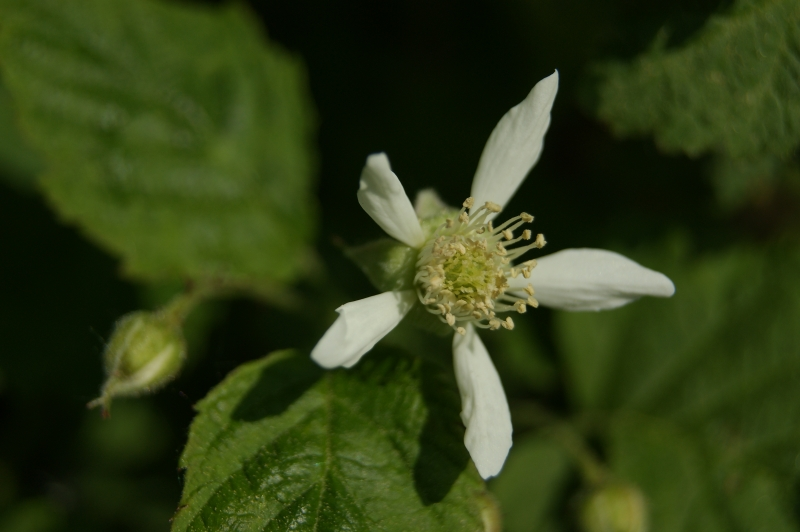
A szedermálna virága

A szedermálna vagy málnaszeder a málna (R. idaeus) és a hamvas szeder (R. caesius) keresztezéséből jött létre a 19. század végén. Hazánkban ismertebb fajtái a Tayberry és a Fertődi bőtermő szedermálna.

## Jellemzői
Gyümölcse nagy, pirosas vagy sötétbordó, lédúsabb, mint a szederé és kissé fanyar. Bogyója kúp alakú hosszan megnyúlt, súlya kb. 6 gramm. Érési ideje június végétől július végéig tart a málnaérési szezonnal megegyezően. Húsállománya kemény, íze fűszeres enyhén savanykás. A növény a betegségekkel szemben ellenálló. A szedermálna átlagos magassága kifejlett állapotában elérheti a 200 centimétert is. A fagyra érzékeny, ágai télen takarást igényelnek.

## Termesztése
A gyümölcs termesztése megegyezik a szederével. Ültetési időszaka a március és a november, ültetési távolsága nagyjából 1-1,5 m. Kedveli a tápanyagban dús talajt. Jellemző, hogy támrendszert és rendszeres kötözést igényel, ezért érdemes kerítés vagy lugas mellé telepíteni. Magassága kifejlett korában elérheti a 2-2,5 métert is. Erős tüskézettsége miatt célszerű a sarjak és a termővesszők szétválogatása a könnyebb szedés érdekében. Nagyon könnyen szaporítható, mivel a földre leérő ágak képesek legyökerezni. Házikerti telepítésre javasolható gyümölcskülönlegesség. Érési időszaka a július - augusztus. Tetszetős, darabos gyümölcse azonban üzemi méretű telepítésre is alkalmas lenne, amennyiben szélesebb körben ismertté tennék a fogyasztók előtt.